# إدوين فريدريك أوبراين
إدوين فريدريك أوبراين (بالإنجليزية: Edwin Frederick O'Brien)‏ هو كاهن كاثوليكي أمريكي، ولد في 8 أبريل 1938 في ذا برونكس في الولايات المتحدة.

## وصلات خارجية
- إدوين فريدريك أوبراين على موقع إن إن دي بي (الإنجليزية)